# Alrik Gorne

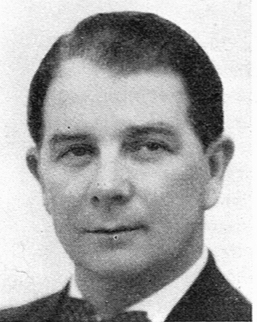
Alrik Gorne

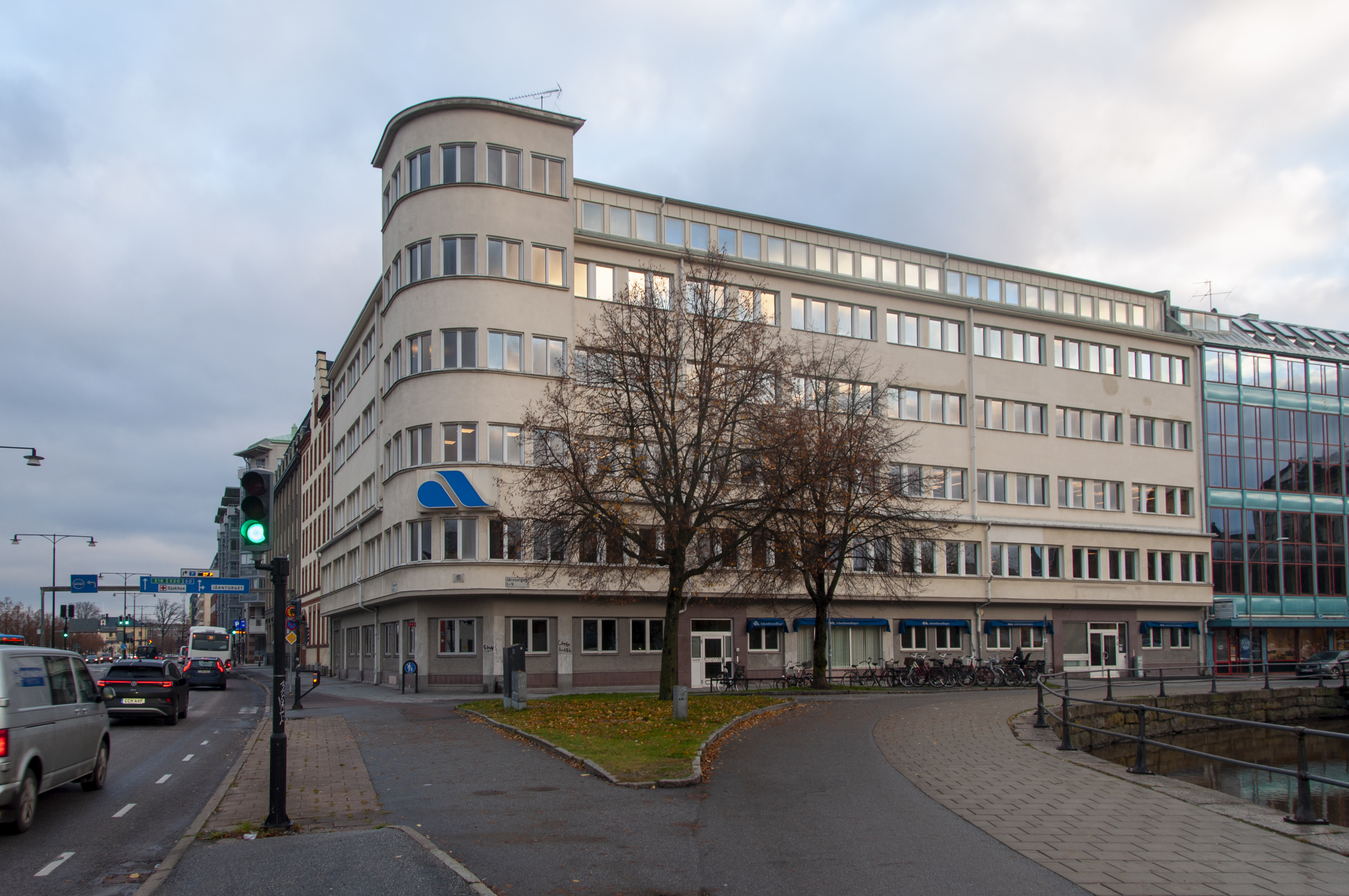
Härolds konfektionsfabrik, Örebro (1939)

Knut Alrik Gorne, född 8 mars 1903 i Eda församling, Värmlands län, död 19 september 1985, var en svensk arkitekt. Han var far till Thomas Gorne.
Gorne, som var son till disponent Brynte Andersson och Hanna Andersson, avlade studentexamen i Örebro 1923 och utexaminerades som arkitekt från Kungliga Tekniska högskolan 1930. Han var anställd hos arkitekterna Erik Fant och Kjell Westin i Stockholml 1930—32. Han anställdes på stadsarkitektkontoret i Örebro stad 1933 och var vice stadsarkitekt där från 1963.